# Classe Forward
La classe Forward  est une classe de deux croiseurs éclaireurs (dit scout cruisers)  de la Royal Navy construite avant la Première Guerre mondiale.

Il avait été prévu initialement de construire huit navires, répartis sur quatre chantiers. Les trois autres paires prendront les noms de classe Adventure, classe Pathfinder et classe Sentinel.

## Conception
La classe Adventure devait répondre  au cahier des charges de l'amirauté demandant des croiseurs pouvant atteindre la vitesse de 25 nœuds (46,3 km/h) pour naviguer avec les flottilles de destroyers.

L'armement initial a été mis rapidement à niveau par le rajout de 2 autres canons de 76 mm. Les canons  Hotchkiss à tir rapide de 47 mm ont aussi été remplacés par des canons Hotchkiss de 57 mm.

En 1911-12, les 12 canons de 76 mm sont remplacés par 9 canons de 102 mm.

## Unités
| Nom           | Chantier                                                 | Lancement      | Service effectif | Fin de service                       | Photo |
| ------------- | -------------------------------------------------------- | -------------- | ---------------- | ------------------------------------ | ----- |
| HMS Forward   | Fairfield Shipbuilding and Engineering Company à Glasgow | 27 août 1904   | septembre 1905   | 27 juillet 1921 vente à la ferraille |       |
| HMS Foresight | Fairfield Shipbuilding and Engineering Company à Glasgow | 8 octobre 1904 | août 1905        | 3 mars 1920 vente à la ferraille     |       |